# ケイトリン・ローズ
ケイトリン・ローズ（英: Kaitlyn Lawes、1988年12月16日 - ）は、カナダのカーリング選手。2014年ソチオリンピック4人制、2018年平昌オリンピック混合ダブルス金メダル。セントバイタルカーリングクラブ所属。

## 経歴
マニトバ州ウィニペグで生まれ、4歳でカーリングを始める。父は元カーリング選手。妹のアンドレア・ローズもカーリング選手である。
2014年、2014年ソチオリンピックでは予選ラウンドロビンを9勝0敗の1位で通過すると、準決勝でイギリスに、決勝でスウェーデンに勝利し金メダルを獲得した。
2015年、世界選手権では決勝でスイスに敗れ準優勝となった。
2017年、オリンピックカナダ代表決定戦では準決勝でレイチェル・ホーマンチームに敗れ3位敗退し、チームとしての出場は叶わなかった。しかし、ジョン・モリスと混合ダブルスとして出場する機会に恵まれた。ジョン・モリスはレイチェル・ホーマンとダブルスを組む予定であったが、ホーマンが4人制チームとしてカナダ代表となったため、ローズがペアとして選ばれた。2018年、30分のみの練習で臨んだ混合ダブルスカナダ代表決定戦でローズ、モリス組は優勝し、オリンピック出場の機会を得た。
その混合ダブルスで出場した平昌オリンピックでは予選ラウンドロビンを6勝1敗の1位で通過すると、準決勝では予選で負けたノルウェーを下し、決勝ではスイスを破り新種目の初代王者に輝いた。オリンピックカーリングにおいて、個人として2回金メダルを獲得したのはローズとモリスがカナダ史上初であり、2大会連続金メダルで言えばローズのみの快挙であった。
韓国から帰国しチームに復帰すると、世界選手権に出場。決勝でスウェーデンを破り優勝した。
2021年、オリンピックカナダ代表決定戦ではチームとして優勝してリベンジを果たし、自身3度目のオリンピックを叶えた。
2022年の北京オリンピックでは、予選ラウンドロビンは5勝4敗で、勝敗が並んだイギリス、日本にDSC平均値で敗れ惜しくも5位に終わった。

## 主な戦歴
- オリンピックのカーリング競技
  - 2014年ソチオリンピック -  金メダル（4人制）
  - 2018年平昌オリンピック -  金メダル（混合ダブルス）
  - 2022年北京オリンピック - 5位（4人制）

- 世界女子カーリング選手権
  - 2015年 -  銀メダル（4人制）
  - 2018年 -  金メダル（4人制）

- 世界ジュニアカーリング選手権
  - 2008年 -  銅メダル
  - 2009年 -  金メダル

## チーム
| シーズン | スキップ                 | サード             | セカンド                 | リード                                |
| -------- | ------------------------ | ------------------ | ------------------------ | ------------------------------------- |
| 2007–08  | ケイトリン・ローズ       | Jenna Loder        | Liz Peters               | Sarah Wazney                          |
| 2008–09  | ケイトリン・ローズ       | Jenna Loder        | Laryssa Grenkow          | Breanne Meakin                        |
| 2009–10  | Cathy King               | ケイトリン・ローズ | Raylene Rocque           | Tracy Bush                            |
| 2010–11  | ジェニファー・ジョーンズ | ケイトリン・ローズ | ジル・オフィサー         | ドーン・アスキン                      |
| 2011–12  | ジェニファー・ジョーンズ | ケイトリン・ローズ | ジル・オフィサー         | ドーン・アスキン                      |
| 2012–13  | ジェニファー・ジョーンズ | ケイトリン・ローズ | ジル・オフィサー         | ドーン・アスキン                      |
| 2013–14  | ジェニファー・ジョーンズ | ケイトリン・ローズ | ジル・オフィサー         | ドーン・マキュウェン                  |
| 2014–15  | ジェニファー・ジョーンズ | ケイトリン・ローズ | ジル・オフィサー         | ドーン・マキュウェン                  |
| 2015–16  | ジェニファー・ジョーンズ | ケイトリン・ローズ | ジル・オフィサー         | ドーン・マキュウェン                  |
| 2016–17  | ジェニファー・ジョーンズ | ケイトリン・ローズ | ジル・オフィサー         | ドーン・マキュウェン                  |
| 2017–18  | ジェニファー・ジョーンズ | ケイトリン・ローズ | ジル・オフィサー         | ドーン・マキュウェン                  |
| 2018–19  | ジェニファー・ジョーンズ | ケイトリン・ローズ | ジョセリン・ピーターマン | ドーン・マキュウェン                  |
| 2019–20  | ジェニファー・ジョーンズ | ケイトリン・ローズ | ジョセリン・ピーターマン | ドーン・マキュウェン                  |
| 2020–21  | ジェニファー・ジョーンズ | ケイトリン・ローズ | ジョセリン・ピーターマン | ドーン・マキュウェン リサ・ウィーグル |
| 2021–22  | ジェニファー・ジョーンズ | ケイトリン・ローズ | ジョセリン・ピーターマン | ドーン・マキュウェン リサ・ウィーグル |